# Джурджій Віктор Євдокимович
Джурджі́й Ві́ктор Євдоки́мович (28 квітня 1908, с. Березівка, Гайворонський район, Кіровоградська область — 26 вересня 1986, Кривий Ріг) — український бандурист, засновник капели бандуристів у Луганську й на Кіровоградщині, багаторічний керівник народних колективів у Криворіжжі.

## Життєпис
Віктор Джурджій народився 28 квітня 1908 року в с. Березівка на Кіровоградщині. Осліп в однорічному віці, захворівши на золотуху.
1928 року за порадою бандуриста Данила Щербини влаштувався в ансамбль бандуристів при будинку селянина.
Співпрацював з віртуозом гри на бандурі, цимбалах і сопілці М. Андрусенком і солісткою капели бандуристів Лесею Сахно. Її чоловік Ф. Грогуленко був відомим майстром, який виготовляв бандури й працював адміністратором у капелі М. Андрусенка.
У 1930–1931 роках В. Джурджій навчався в одеському робітфаку з класу бандури. Оскільки у навчальному закладі навчали грати і співати революційні пісні, вирушив Україною збирати козацькі думи.
Водночас виступав у сільських клубах з такими творами, як «Про брата і бідну сестру», «Усі гори зеленіють», які особливо зворушували глядача. 1933 року В. Джурджій повернувся до Кривого Рогу, де працював солістом у радіо-студії та керував капелою бандуристів на Рудоуправлінні імені Ілліча. В. Джурджій навчав учнів грати старовині козацькі думи, народні пісні та пісні на слова Т. Шевченка.
1936 року капела під керівництвом В. Джурджія на республіканському огляді в Києві посіла друге місце (перше не присудили нікому).
У 1938–1939 роках організував капелу в клубі станції Старий Оскол. 1939 року перевівся до Полтавської філармонії.
1941 року призначили керівником ансамблю Луганської обласної філармонії. У червні 1942 року разом зі штабом філармонії потрапив в оточення. Повернувся до Луганська й відродив капелу у складі 10 бандуристів, з якими їздив на гастролі по області.
Після звільнення краю від німецьких окупантів влаштувався в щойно заснований Державний український народний хор імені Григорія Верьовки на посаду артиста-бандуриста.
1945 року в Колонному залі Республіканської філармонії виконав «Думу про Вітчизняну війну», яка принесла йому славу. На урочистостях з нагоди возз'єднання України із Закарпаттям В. Джурджій співав романс Степана Руданського «Повій, вітре, на Вкраїну». За роботу в хорі бандуриста нагородили медаллю «За доблесний труд».
У 1953–1961 роках керував народним хором при Будинку культури заводу «Комуніст», з 1961 року — українським народним хором у Кривому Розі, з 1969 року — колгоспною капелою бандуристів у с. Рівне Кіровоградської області, з 1976 року — дитячим ансамблем бандуристок «Зірочка» при ПК Південного комбінату в Кривому Розі, з 1979 року — українським народним хором та оркестром народних інструментів при Палаці культури Тернівського району.
В. Джурджій ставав лауреатом чисельних конкурсів. За свою діяльність неодноразово нагороджувався різними відзнаками.